# 이소민 (미스코리아)
이소민(1986년 ~ )은 대한민국의 2010년 미스코리아 전북 선(善)이다.

## 프로필
- 출생: 1986년
- 신체: 172cm, 52kg, 36-24-36
- 학력: 숙명여자대학교 무용과
- 수상: 2010년 미스코리아 전북 선(善)
- 취미: 승마, 영화감상
- 특기: 무용, 글짓기